# اللجنة الخامسة للجمعية العامة للأمم المتحدة
اللجنة الخامسة للجمعية العامة للأمم المتحدة المعروفة أيضًا باسم لجنة الإدارة والميزانية، هي واحدة من ست لجان رئيسية في الجمعية العامة للأمم المتحدة. تتعامل مع المسائل الداخلية المتعلقة بالإدارة والميزانية في الأمم المتحدة.

## ولاية
مسئوليات اللجنة الخامسة ما يلي: مساهمات الدول الأعضاء في الميزانية العادية وميزانيات حفظ السلام للمنظمة وكيفية تخصيص مساهمات الدول الأعضاء وميزانيات البرامج وحفظ السلام للأمم المتحدة ومسائل الموارد البشرية. كما أنها مسؤولة عن الشؤون الإدارية، مثل: الإصلاح الإداري والحوكمة والرقابة والمساءلة. أخيرًا، فهي مسؤولة عن دراسة جميع مشاريع القرارات التي لها آثار على الميزانية قبل أن تتمكن من التوجه إلى الجلسة العامة. 

## أساليب العمل
ينقسم عمل اللجنة الخامسة إلى ثلاث دورات:  
- جلسة رئيسية تستمر من سبتمبر إلى ديسمبر.
- جلسة مستأنفة في مارس يتم فيها النظر في أي بنود لم يتم الانتهاء منها في الجزء الرئيسي من الدورة.
- دورة ثانية مستأنفة في أيار/مايو حيث تم النظر في الجوانب الإدارية والمتعلقة بالميزانية لعمليات الأمم المتحدة لحفظ السلام.

يبدأ عمل اللجنة عندما يتم تقديم التقارير في اجتماعات رسمية، تليها مناقشة في اجتماعات غير رسمية. وبعد هذه الاجتماعات، يتم وضع مشاريع قرارات ومناقشتها في مشاورات غير رسمية. هناك قراءتان لكل مشروع قرار. إذا لم يتم التوصل إلى توافق في الآراء، لا يتم تمرير القرار من قبل اللجنة. ومع ذلك، إذا كان هناك توافق في الآراء، يتم أولاً اعتماد مشروع القرار بشكل غير رسمي، ثم تقديمه من قبل الرئيس وفي النهاية، تعتمده اللجنة رسميًا. نادرًا ما تصوت اللجنة رسميًا حيث يتم اعتماد معظم القرارات بتوافق الآراء. 
بما أن جميع مشاريع القرارات التي لها آثار على الميزانية يجب أن تدرسها اللجنة، فعادة ما تكون آخر لجنة تكمل عملها وعادة ما يكون ذلك في منتصف إلى أواخر ديسمبر. 

## الهيئات المبلغة
تقدم الهيئات التالية تقاريرها عن طريق اللجنة الرابعة إلى الجمعية العامة: 
- اللجنة الاستشارية لشؤون الإدارة والميزانية
- مجلس مراجعي الحسابات
- لجنة المؤتمرات
- لجنة الاشتراكات
- لجنة تنسيق البرامج
- اللجنة الاستشارية المستقلة للمراجعة
- لجنة الخدمة المدنية الدولية
- وحدة التفتيش المشتركة

## الوضع الحالي
ستركز اللجنة في دورتها الخامسة والسبعين على: 
- الشؤون التنظيمية والإدارية وغيرها
  - التعيينات لملء الشواغر في الهيئات الفرعية والتعيينات الأخرى
  - تنشيط أعمال الجمعية العامة
  - التقارير المالية والبيانات المالية المدققة وتقارير مجلس مراجعي الحسابات
  - استعراض كفاءة الأداء الإداري والمالي للأمم المتحدة
  - الميزانية البرمجية لعام 2020
  - الميزانية البرنامجية المقترحة لعام 2021
  - تخطيط البرنامج
  - تحسين الوضع المالي للأمم المتحدة
  - خطة المؤتمرات
  - جدول الأنصبة المقررة لقسمة نفقات الأمم المتحدة
  - إدارة الموارد البشرية
  - وحدة التفتيش المشتركة
  - النظام الموحد للأمم المتحدة
  - نظام المعاشات التقاعدية للأمم المتحدة
  - تنسيق شؤون الإدارة والميزانية بين الأمم المتحدة والوكالات المتخصصة والوكالة الدولية للطاقة الذرية
  - تقرير عن أنشطة مكتب خدمات الرقابة الداخلية
  - إقامة العدل في الأمم المتحدة
  - تمويل الآلية الدولية لتصريف الأعمال المتبقية للمحكمتين الجنائيتين
  - الجوانب الإدارية والمتعلقة بالميزانية لتمويل عمليات الأمم المتحدة لحفظ السلام
  - تمويل قوة الأمم المتحدة الأمنية المؤقتة لأبيي
  - تمويل بعثة الأمم المتحدة المتكاملة المتعددة الأبعاد لتحقيق الاستقرار في جمهورية أفريقيا الوسطى
  - تمويل عملية الأمم المتحدة في كوت ديفوار
  - تمويل قوة الأمم المتحدة لحفظ السلام في قبرص
  - تمويل بعثة منظمة الأمم المتحدة لتحقيق الاستقرار في جمهورية الكونغو الديمقراطية
  - تمويل بعثة الأمم المتحدة في تيمور الشرقية
  - تمويل بعثة الأمم المتحدة لتحقيق الاستقرار في هايتي
  - تمويل بعثة الأمم المتحدة لدعم العدالة في هايتي
  - تمويل بعثة الأمم المتحدة للإدارة المؤقتة في كوسوفو
  - تمويل بعثة الأمم المتحدة في ليبريا
  - تمويل بعثة الأمم المتحدة المتكاملة المتعددة الأبعاد لتحقيق الاستقرار في مالي
  - تمويل قوات الأمم المتحدة لحفظ السلام في الشرق الأوسط
  - تمويل بعثة الأمم المتحدة في جنوب السودان
  - تمويل بعثة الأمم المتحدة للاستفتاء في الصحراء الغربية
  - تمويل العملية المختلطة للاتحاد الأفريقي والأمم المتحدة في دارفور
  - تمويل الأنشطة الناشئة عن قرار مجلس الأمن 1863 (2009)

## مكتب
فيما يلي تشكيل مكتب اللجنة الخامسة للدورة الخامسة والسبعين للجمعية العامة : 
| الاسم                    | الدولة   | المنصب      |
| ------------------------ | -------- | ----------- |
| كارلوس أمورين            | أوروغواي | الرئيس      |
| كاتليجو بواز ممالين      | بوتسوانا | نائب الرئيس |
| جاكوب كرزيستوف شمييلفسكي | بولندا   | نائب الرئيس |
| أرماغان آيس كان كرابتري  | تركيا    | نائب الرئيس |
| تسو تانغ تيرينس تيو      | سنغافورة | مقرر        |

## روابط خارجية
- اللجنة الخامسة للأمم المتحدة